# Bacchisa partenigricornis
Bacchisa partenigricornis är en skalbaggsart som beskrevs av Stefan von Breuning 1968. Bacchisa partenigricornis ingår i släktet Bacchisa och familjen långhorningar.
Artens utbredningsområde är Laos. Inga underarter finns listade.